# Tabnit
Tabnit (fenicio: 𐤕𐤁𐤍𐤕 tbnt) fue el rey fenicio de Sidón alrededor del 490 a. C. Fue el padre del rey Eshmunazar II.
Es conocido por su sarcófago, decorado con dos inscripciones diferentes, una en jeroglíficos egipcios y otra en letras fenicias. Fue creado a principios del siglo V a. C. y fue desenterrado en 1887 por Osman Hamdi Bey en la necrópolis de Ayaa cerca de Sidón junto con el sarcófago de Alejandro y otros sarcófagos relacionados. El cuerpo de Tabnit se encontró flotando perfectamente conservado en el fluido de embalsamamiento original. Tanto el sarcófago como el esqueleto descompuesto de Tabnit se encuentran ahora en los Museos de Arqueología de Estambul.
El sarcófago, junto con el sarcófago de Eshmunazar II, fue posiblemente adquirido por los sidonios tras su participación en la batalla de Pelusium (525 aC), y sirvió como modelo para sarcófagos fenicios posteriores.

## Datación
Se cree que tanto el sarcófago de Tabnit como el sarcófago de Eshmunazar II se remontan originalmente a la XXVI Dinastía de Egipto, con capital en Sais. Esto se debe en parte a su parecido con sarcófagos similares, como el sarcófago Horkhebit de tiempos de Psamtik II de Saqqara, ahora en el Museo Metropolitano de Arte de Nueva York.